# Roaring Twenties
Les « Roaring Twenties » sont la période de croissance et d’insouciance des États-Unis des années 1920. La dénomination est souvent traduite par « années vrombissantes » ou « années rugissantes ». Ce phénomène n’épargnant pas l’Europe, il est désigné par les termes « années dorées » en Grande-Bretagne et en Allemagne (respectivement « Golden Twenties » ou « Happy Twenties » et « Goldene Zwanziger ») ; en France on parle des « années folles ». L'expression anglaise est dérivée de Roaring forties qui désigne les zones de tempête des quarantièmes degrés de latitude sud, ou « quarantièmes rugissants ».
Ces différents termes désignent une même réalité, réalité dans laquelle les États-Unis font figure de « modèle » qui se serait par la suite diffusé en Europe. Ces prémices d’une « hégémonie culturelle » américaine manifeste la position dominante des États-Unis sur la scène internationale au lendemain de la Grande Guerre.
Cette période, qui commence effectivement à la fin de la Première Guerre mondiale et dont l’épilogue est souvent tragiquement associé à la crise de 1929, est définie comme une décennie de changements majeurs, d’évolutions et de prospérité aux États-Unis, aussi bien sur le plan économique, que culturel ou sociétal. 1919 a ainsi été désigné comme « l’an premier du siècle » par John Dos Passos. Toutefois, l’Amérique des années 1920 c’est aussi, en périphérie de ce phénomène dominant, une Amérique « du refus », une opinion publique divisée sur ses valeurs, une prospérité excluante.

## La prospérité économique

### Une deuxième Révolution de l'Amérique
Les Roaring Twenties sont caractérisées par une forte prospérité économique qui se décline dans différents domaines et grâce à des facteurs multiples. On a souvent caractérisé ces années de « deuxième révolution industrielle » pour les États-Unis. Ainsi, le taux de croissance annuel moyen des États-Unis sur la période 1919-1929 est de 4,2 %. C’est une réelle augmentation quantitative qui a lieu, puisque le PNB des États-Unis passe de 78,9 milliards à 104,4 milliards de dollars dans cette même période. Cette hausse du taux de croissance s’explique en partie par une hausse de la productivité des facteurs de production à cette époque, cette productivité s’expliquant elle-même par de grands progrès techniques.
Les États-Unis sont le théâtre d’innovations techniques et d’avancées scientifiques. Ainsi, la productivité des États-Unis augmente par exemple, grâce au remplacement de la vapeur dans les usines par l’énergie électrique : ainsi, de 1914 à 1930, le pourcentage d’entreprises utilisant l’électricité plutôt que la vapeur passe de 30 % à 70 %. À cela s’ajoute de profondes réorganisations structurelles. Frédéric Winslow Taylor développe dès 1911 les tenants de son modèle de production dans The Principles of Scientific Managment. L’objectif est de décomposer les gestes de l’ouvrier pour les rendre plus efficaces et rapides. Le taylorisme comme structure organisationnelle du travail est ainsi généralisé dans les industries dans les années 1920. L’ « organisation scientifique du travail » de Taylor est ensuite complétée par la « chaine de production », mise au point par Henry Ford, qui, grâce à la mécanisation, met au point un processus de production en « chaîne de montage », alliant ainsi la méthode de Taylor et les progrès de la mécanisation.

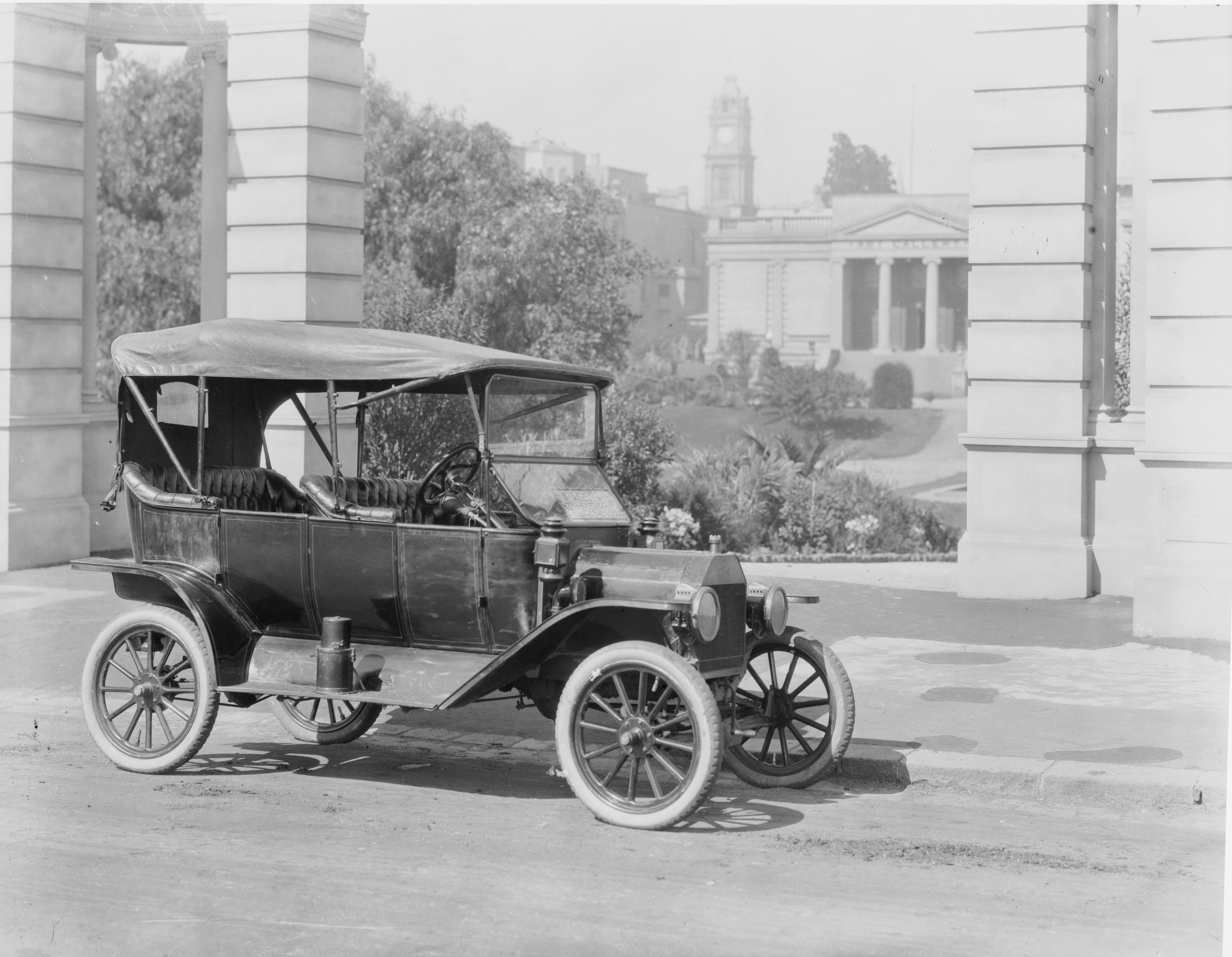
Ford T

Cette révolution industrielle touche particulièrement plusieurs domaines, mais l’industrie automobile est souvent présentée comme représentative de la période, comme un secteur en pleine expansion et caractéristique de ces Roaring Twenties. Henry Ford a une influence majeure durant ces années, que ce soit par les innovations techniques dont il est l’initiateur ou par sa fameuse voiture, la Ford T, symbole de l’American Way of life et de la « prosperity » des années 1920. Cette voiture démontre le bond quantitatif de la production américaine : en une vingtaine d’années, il s’en est produit environ 15 millions d’unités. On trouve une grande variété de constructeurs (Dodge, Studebaker, Willis), qui ont une tendance à la concentration, une tendance qui semble être le deuxième trait caractéristique de cette prospérité économique des États-Unis des années 1920.

### La concentration économique
L’économie des Roaring Twenties est marquée par un réel mouvement de concentration des entreprises. Ce mouvement est lancé dès 1919 dans des secteurs tels l’acier ou l’automobile, malgré le nombre des lois antitrust, comme le Sherman Act de 1890. Si on observe la concentration dans le secteur automobile, on voit qu’en 1929, il ne reste plus que 44 constructeurs, et que les trois constructeurs que sont Ford, General Motors et Chrysler assurent 80 % de la production des automobiles. Si en 1919, les lois antitrust empêchent la concentration des entreprises, dès le début des années 1920, la concentration se renforce. Les Républicains, au pouvoir à partir de 1920, favorisent ce phénomène, disposant de la bénédiction de la Maison-Blanche et de la Cour Suprême. Herbert Hoover, ministre du commerce puis Président à partir de 1928, favorise la concentration : il encourage la création de grandes corporations sur la base d’un regroupement par métier. C’est la création de grands holdings et l’ère du « Big business ».
Certains, rétrospectivement, souligneront le caractère « factice » de cette prospérité, comme John Kenneth Galbraith a pu le faire remarquer dans son livre La Crise économique de 1929 ; cette prospérité apparente, cette « Seconde Révolution industrielle », cette ère du progrès technique, de la productivité, cette ère de la croissance prenant effectivement fin tragiquement avec la crise de 1929.

## Une société nouvelle

### Urbanisation et urbanisme
Les Roaring Twenties sont marquées par un phénomène d’urbanisation croissante et relativement précoce de la société américaine. En effet, dès 1920, aux États-Unis, la population urbaine est supérieure à la population rurale comme l'atteste le recensement de la population de 1920 ; ce chiffre ne sera atteint en France qu’en 1931, par exemple. Cette urbanisation profite majoritairement aux grandes villes. Toutefois, on assiste également au développement de banlieues (appelées suburbs) autour des villes-centres. Cet étalement urbain (« urban sprawling ») est aussi encouragé par le développement d’infrastructures routières, l’équipement des ménages en téléphones et en automobiles. Les Roaring Twenties voient alors l’apparition de vastes zones « métropolitaines ». Ces nouvelles zones résidentielles voient arriver le « confort » d’une vie moderne : avec l’électricité et un début d’équipement électroménager entre autres.

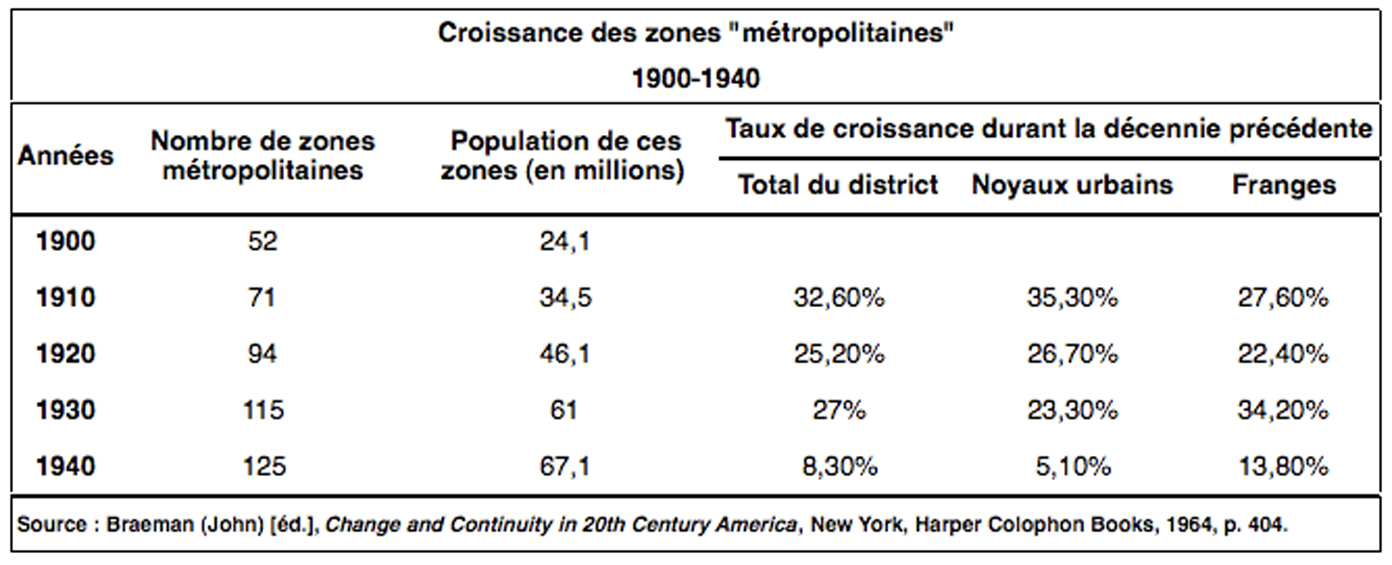
Croissance des zones "métropolitaines"

Le centre-ville est aussi le théâtre de grandes mutations. L’urbanisme change la physionomie des villes américaines : c’est le développement des gratte-ciels (skyscrapers). Les premiers gratte-ciels sont apparus à Chicago dans les années 1880. La construction de ces hauts immeubles a cessé lors de la Première Guerre mondiale, mais reprend de plus belle au cours des années 1920. L’exemple le plus frappant de la présence de ces gratte-ciels est la ville de New York, où ces derniers, en nombre, forment littéralement les bordures des rues. Ces bâtiments, caractérisés par la juxtaposition d’étages, de l’ordre d’une quarantaine en moyenne, peuvent atteindre des sommets. Ainsi, le Chrysler Building a détenu un an le record de hauteur avec ses 77 étages et ses 319 mètres, avant d’être dépassé en 1931 ; avec l’inauguration d’un tout nouveau gratte-ciel, également à New York, l’Empire State Building, haut de 86 étages et de 443,2 mètres.

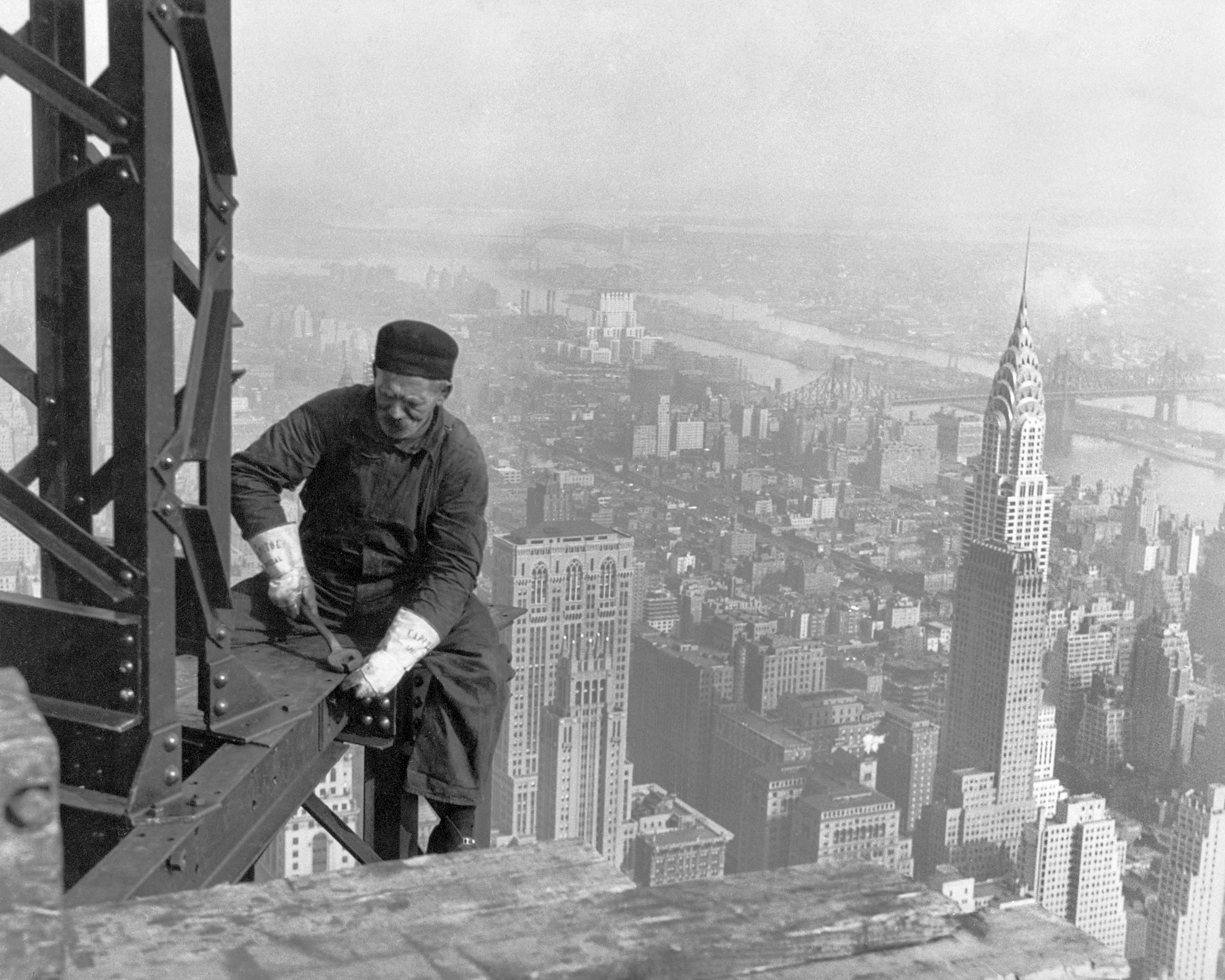
Construction de l'Empire State Building, au loin, le Chrysler State Building., 1930.

### Consommation de masse et publicité
Les Roaring Twenties sont marquées par le développement d’une consommation de masse et l’avènement de la publicité. L’aisance matérielle devient à la portée de tous ou, du moins, un idéal à atteindre. Ces phénomènes sont en grande partie explicables par la hausse du pouvoir d’achat des ménages américains, elle-même résultat d’une hausse des salaires, le salaire moyen ayant augmenté de 26 % sur la période des années 1920. Les entreprises vont effectivement avoir tendance à adopter des politiques hauts salaires, à l’image de Henry Ford. L’idée est que ces hauts salaires vont venir stimuler la demande de biens et donc entraîner en retour une augmentation de la production, Henry Ford déclarera à ce sujet que « Ce n’est pas l’employeur qui paie les salaires mais le client ».
La consommation de masse va de pair avec le développement de la publicité. La publicité apparait dans cette société américaine en réponse à un souci économique évident : écouler la production, trouver des débouchés. À travers la publicité, dont le but est d’attirer vers « son produit » les consommateurs, les vendeurs se livrent à une concurrence impitoyable. On assiste à la création de nouveaux "besoins" de consommation. La publicité est l’outil clé de cette création : la part de la publicité dans le PNB américain passe de 360 millions de dollars en 1890 à plus de 3 milliards en 1929. Cette publicité trouve de nombreux supports : elle peut occuper jusqu’à 2/3 des journaux et magazines et se place comme leur principale source de revenu. Elle s’impose rapidement sur d’autres supports comme les ondes radiophoniques dites TSF (Transmission sans fil). Ainsi, la diffusion de musique est régulièrement entrecoupée de messages publicitaires. Cette publicité a un impact d’autant plus fort qu’en 1929, on compte 10 millions de poste de radio aux États-Unis. Les messages publicitaires sont de plus en plus élaborés, les publicitaires font désormais appel à des psychologues pour adapter et affiner leurs messages médiatiques. Les campagnes publicitaires se développent de plus en plus à l'échelle nationale. Les publicitaires expérimentent de nouveaux designs et cherchent des photographies toujours plus réalistes pour convaincre le consommateur. Ainsi, les publicitaires travaillent à la construction de nouveaux « besoins » : faisant intervenir à cet effet témoignages, ou célébrités de l’époque. Ce développement de la publicité participe d’une nouvelle « idéologie du business» qui prend forme pendant la période.
Une carrière à l’image de ce succès est celle d’Edward Bernays, neveu de Sigmund Freud, souvent considéré comme le fondateur des relations publiques. Si ses théories sont régulièrement décriées comme une « manipulation de l’opinion publique », il est largement sollicité dans le milieu économique et politique. Ainsi, il prend par exemple en charge la campagne publicitaire de la marque de cigarette Lucky Strike, en prenant appui sur les principes développés par la psychanalyse.

### La femme américaine des années 1920

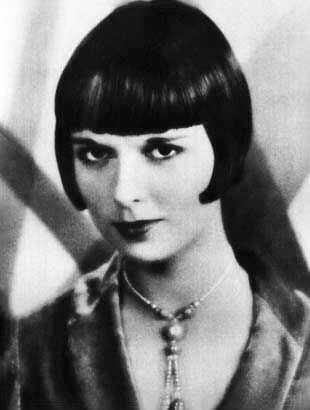
Louise Brooks, une "flapper".

La littérature et le cinéma véhiculent l'image d’une nouvelle femme américaine des Roaring Twenties : la « Flapper », traduit en Europe par l’émergence de l'image de la « Garçonne ». La « Flapper », symbole de la femme affranchie, a les cheveux et les vêtements courts. Elle fume en public, brave la prohibition et se maquille. Elle sort et danse le charleston, le black bottom ou le Lindy. Des actrices comme Norma Talmadge, Alice Joyce, Clara Bow ou Louise Brooks sont des incarnations du genre.
Les femmes commencent à vivre dans des foyers équipés d’un plus grand confort, simplifiant considérablement le travail domestique. Les années 1920 esquissent un début de libération des mœurs : recul de l’âge moyen de mariage, augmentation des divorces ; sans pour autant menacer directement l’institution du mariage et le schéma familial traditionnel : « le home est toujours le fondement de la société américaine ».
Le Travail ou la Maison ? C’est la question qui se pose aux femmes des années 1920. En fin de période, en 1930, elles sont 10 546 000 sur le marché du travail. Finalement la population active féminine varie faiblement sur la période. Les femmes occupent en général des activités nécessitant un faible niveau de diplôme et à niveau de responsabilités peu élevé : travaux domestiques et de service, ouvrières peu qualifiées, employés de bureau… Les salaires féminins demeurent en outre largement inférieurs aux salaires masculins. En 1929, pour le même travail, une ouvrière gagne 40 cents à l’heure contre 62,5 pour un ouvrier. Les femmes sont encore considérées sur le marché du travail comme offrant une main d’œuvre dont la concurrence est déloyale, discours que la Grande Dépression après la crise de 1929 ne fera que renforcer. Certains hommes, employés, patrons, magazines féminins luttent pour leur retrait de la vie économique américaine.
À défaut d’une parité salariale, les femmes obtiennent gain de cause en termes de parité politique : en 1919 le XIXe amendement accorde aux femmes le droit de vote aux élections. L’amendement est ratifié par les trois quarts des États Américains en août 1920. Elles votent pour la première fois aux élections présidentielles et législatives de novembre 1920. La présence des femmes à des postes politiques se développe mais reste minoritaire et anecdotique : Rebecca Felton siège deux heures au Sénat en 1922 en remplacement. En 1931, la première femme sénateur est élue. De 1920 à 1932 : quatorze femmes ont siégé à la Chambre des représentants. « Ma » Ferguson et Nellie Tayloe Ross sont élues gouverneurs respectivement du Texas et du Wyoming.

### Inégalités sociales: les oubliés de la prospérité
La frénésie collective et l’optimisme des années 1920 tendent à faire oublier que les inégalités sociales existent et perdurent. Inégalités géographiques déjà, avec l’existence de « régions déprimées » comme les Appalaches ou la Nouvelle-Angleterre qui subit le coup de la concurrence des États du Sud dans le domaine de l’industrie textile. L’interdiction du travail des enfants n’est pas tout à fait acceptée ou du moins en partie violée. La peur du chômage reste un souci majeur pour la population. La « nouvelle ère » (New Era) laisse sur le banc de touche de nombreuses fractions de la population américaine : Noirs, immigrés récents, Farmers endettés : ce sont les « forgotten men » de la prospérité. Sur la période, 60 % des ménages disposent de revenus inférieurs au revenu minimum indispensable. À Roaring Twenties certains préfèreront alors l’expression « Tawdry Twenties » [réf. nécessaire] littéralement « années tape-à-l’œil » pour signifier le caractère artificiel de cette prospérité qui ne laisse à voir que la profusion de biens et de services que seules les fractions dominantes de la population peuvent s’offrir[réf. nécessaire].

## Culture desRoaring Twenties

### Musique

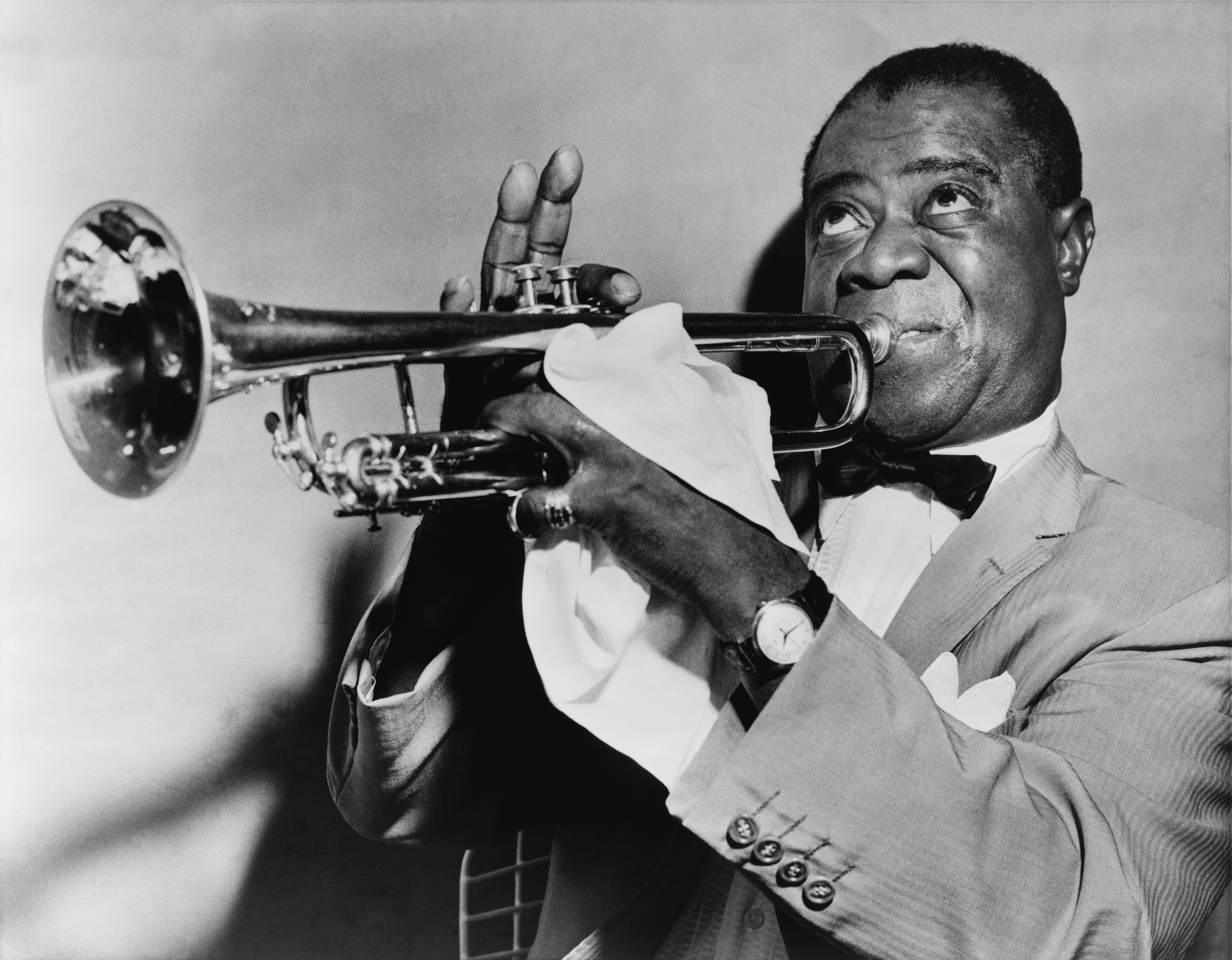
Louis Armstrong

Les Roaring Twenties sont « l’ère du Jazz », du blues, du ragtime, du spiritual Gospel et du Swing. Le trompettiste Louis Armstrong, le cornettiste King Olliver, les clarinettistes Jimmie Noone et Johnny Dodds, le pianiste et chef d'orchestre Duke Ellington sont élevés au rang de stars de ces nouveaux genres musicaux inspirés des chants des esclaves Noirs. Le « style Nouvelle-Orléans » fait fureur aussi bien dans les populations noires du sud du pays en exil économique au Nord que dans les populations blanches huppées. Cette émergence d’une « culture noire » revisitée ne remet pas en cause pour autant le climat de ségrégation sociale et raciale à l’œuvre dans cette Amérique des années 1920. Cette « ère du jazz » qui fait fureur parmi les jeunes, ne fait pourtant pas l’unanimité. Vue comme le déclin de la décence des plus jeunes, accompagnant des danses où les jeunes femmes ne sont plus chaperonnées, les générations plus anciennes voient ces nouveaux musiciens comme des « dégénérés ».

### Cinéma
Les années 1920 aux États-Unis correspondent au début de l’âge d’or Hollywoodien. On peut dès lors parler d’« Industrie Hollywoodienne » : Hollywood produit 700 films par an et inonde le marché mondial : les trois quarts des films diffusés à l’étranger sont américains en 1926. C’est l’époque de la création et du développement de grandes « Companies » : des sociétés de production cinématographique : Paramount (1912), United Artists (1919), Warner Brothers (1923), MGM (1924). Hollywood devient véritablement le centre du cinéma muet. S'il se développe, c’est aussi grâce à un marché intérieur florissant : le cinéma devient une pratique culturelle de masse : le territoire est équipé de près de 192 000 salles en 1929. En 1930, 80 % des Américains déclarent aller au cinéma une fois par semaine. Les films de Charlie Chaplin, star du cinéma muet, comme La Ruée vers l'or en 1925 connaissent un franc succès.

### Arts et Littérature
La peinture américaine des années 1920 surfe sur le réalisme et le naturalisme avec des artistes comme Edward Hopper ou Charles Burchfield.
La sculpture se prend de mégalomanie et de gigantisme avec le lancement du projet du Mount Rushmore National Memorial en mars 1925 dans le Dakota du Sud : il s’agit de sculpter dans la roche les visages des pères de l’Amérique : George Washington et Abraham Lincoln (qui seront par la suite rejoints par Théodore Roosevelt et Thomas Jefferson). Un projet fou qui doit s’étendre sur une surface de plus de 5 km2 : projet dont est chargé le sculpteur Gutzon Borglum.
La littérature des années 1920 est profondément marquée par l’évènement de jeunes auteurs qui formeront la « Lost Generation » : la génération perdue. Leurs ouvrages traduisent les doutes et la perplexité de cette génération. Des auteurs comme Théodore Dreiser, Sherwood Anderson, Francis Scott Fitzgerald, Ring Lardner, Erskine Caldwell, James Branch Cabell en sont d'éminents représentants. John Dos Passos et Ernest Hemingway développent dans leurs livres l’idée d’un dégoût de la guerre. Sinclair Lewis obtient le Prix Nobel de littérature en 1931 avec « Babbitt » publié en 1922.
En 1925, Gatsby le Magnifique de Francis Scott Fitzgerald devient l’un des romans symbole de cette époque : il décrit de façon assez réaliste une société américaine entre faste et illusions, frénésie et hypocrisie.

## L'Amérique du refus
Dans l’opinion américaine des Roaring Twenties s’affrontent cependant des systèmes de valeurs opposés : d’un côté la prospérité, le plaisir, la libération des mœurs, le progrès social ; de l’autre, l’appel de certains groupes de pressions pour un retour à des valeurs plus traditionnelles autour de la morale protestante, de l’ordre social, du travail et de la famille. Ce double mouvement canalise toutes les contradictions de cette période : entre bond en avant et retour en arrière.

### Le rejet de "l'autre" et de la modernité

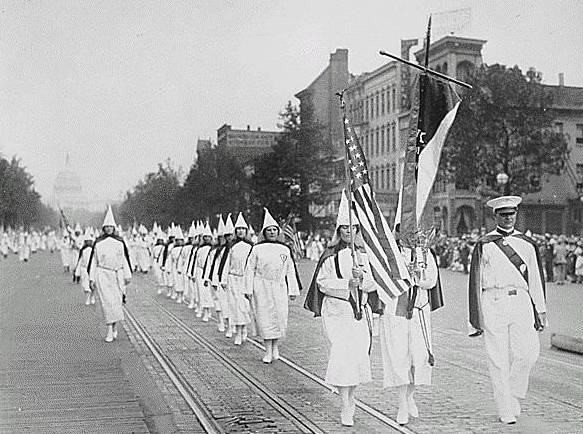
Défilé du KKK, Washington DC, 1928.

L’Amérique des années 1920 se recroqueville : l’aspiration à une « Amérique aux Américains » se diffuse dans la société. Cet « américanisme » se manifeste dès le lendemain de la Grande guerre (Great War) avec la « peur des rouges » (red scare). Le bolchévisme, l’anarchisme, le syndicalisme sont considérés comme un danger pour le modèle américain et ses valeurs et, à ce titre, sont réprimés. Les pouvoirs publics encadrent pour ne pas dire empêchent l’action des syndicats et notamment l’IWW - Industrial Workers of the World- créé en 1905 et dont les membres sont surnommés les « wobblies ». Les grèves de 1919, et notamment celles de Seattle en février 1919 sont interprétées comme une manifestation de la « subversion rouge ». L’amalgame entre « rouge » et « étranger » est total dans l’opinion américaine et la crainte d’un « virus bolchévique » se double souvent d’un racisme marqué à l’égard des Italiens, des Européens de l’Est, des Russes et des juifs. En 1920 le Chicago Tribune écrit par exemple que « le bolchévisme sert d’instrument aux juifs pour conquérir le monde ». L’affaire « Sacco et Vanzetti », deux anarchistes italiens, condamnés à mort en 1921 pour un double meurtre dans la banlieue de Boston, manifeste de l’état de ces tensions raciales et idéologiques.
L’américanisme et le nativisme des années 1920 se manifestent également par la mise en place de lois d’immigration et de quotas spécifiques. La peur d’un afflux d’Européens en exil pour s’échapper d’une Europe en ruine pousse le Congrès et le Sénat à l’adoption de nouvelles législations plus strictes. En mai 1921 il est décrété que, sur la base d’un recensement de 1910, des quotas seraient imposés établissant des flux d’immigration à hauteur de 3 % pour chaque nationalité (excepté les nationaux d’Amérique Latine). Dès 1924, avec le Johnson-Reed Act, l’immigration est totalement refusée aux Asiatiques. On utilisera désormais un recensement de 1890, base à partir de laquelle l’immigration sera autorisée pour un quota de 2 % par nationalité. Ces lois, par leur caractère restrictif, manifestent le repli identitaire des États-Unis dans les années 1920, une première dans l’histoire d’un pays fondé autour des vagues d’immigration successives.
Les années 1920 marquent également le retour en puissance et l’apogée du Ku Klux Klan. Pour André Siegfried il s’agit du retour de la « forme la plus aiguë d’un nationalisme protestant ». Le nouveau Klan est initié par le colonel William J. Simmons en 1915. Si son idéologie est encore largement tournée à l’encontre des populations noires et juives, l’organisation est aussi marquée par un fort anticatholicisme et son action se tourne vers la promotion des valeurs WASP- White Anglo-Saxon Protestant- comme en témoigne le nouveau slogan du Klan « Native, White, Protestant ». Les « klansmen » forment un réseau national extrêmement hiérarchisé et dont les pratiques sont fortement ritualisées : vocabulaire spécifique, cérémonies secrètes, surnoms et langage secret. Leur nombre devient pléthorique atteignant, à son apogée entre 4 et 8 millions de membres en 1923-1924 et beaucoup plus encore de partisans. Les grandes manifestations du Ku Klux Klan à Washington en août 1925 témoignent de l’importance retrouvée de cette organisation ultra-conservatrice et aux méthodes violentes.
Le « combat des anciens et des modernes » s’empare également de la question de l’enseignement. Le « procès du singe » en 1925 embrase l’opinion publique : un professeur, John Thomas Scopes est victime d’une action légale pour avoir enseigné à ses élèves les théories de l’évolution en biologie. Le procès oppose deux avocats qui deviendront les porte-paroles du progrès scientifique d’un côté, du fondamentalisme religieux de l’autre: Clarence Darrow sur les bancs de la défense et William J. Bryan à l’accusation.

### La prohibition: échec d'une solution radicale

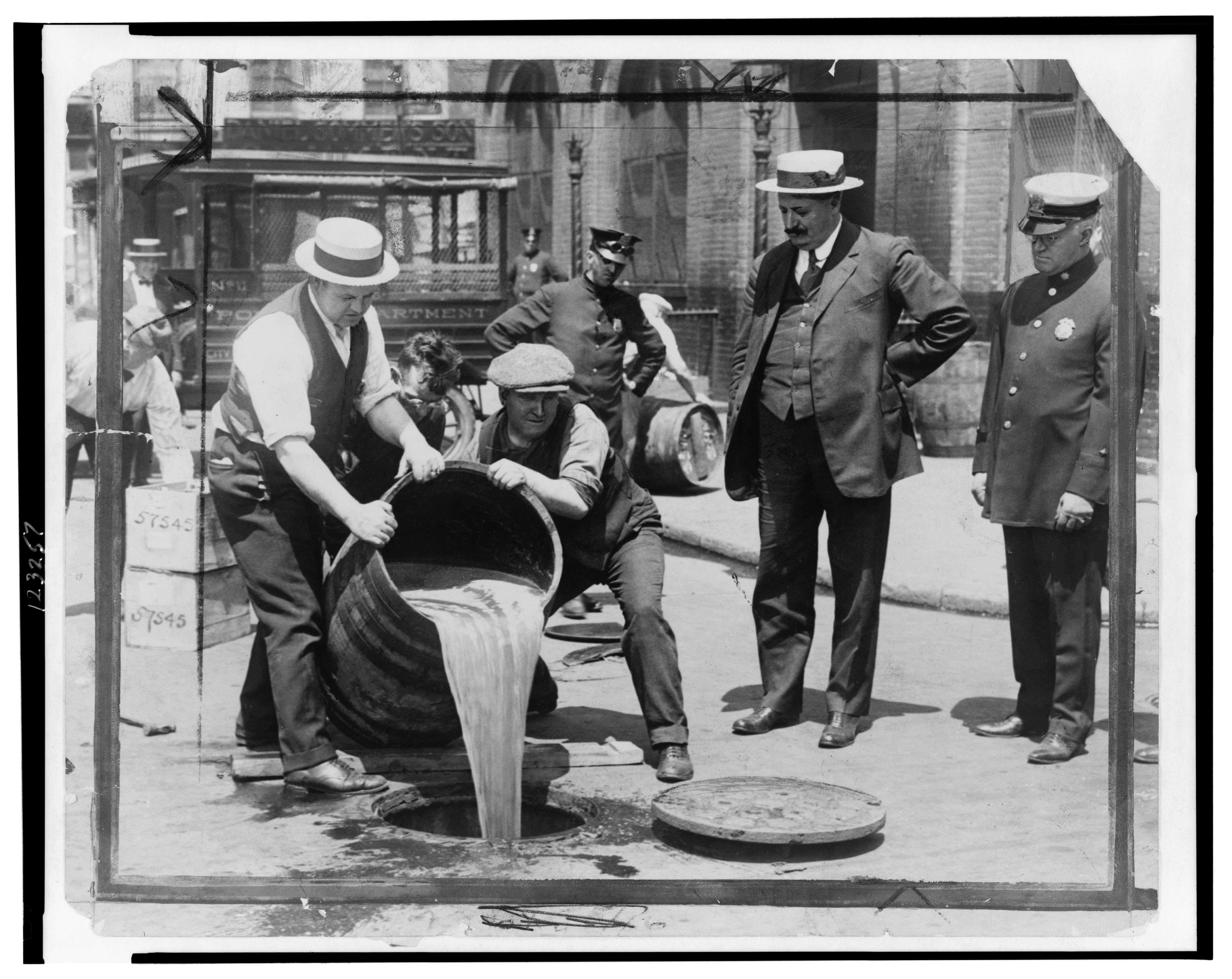
Destruction d'alcool pendant la Prohibition.

Le XVIIIe amendement de janvier 1919, complété par la Loi Volstead du 1er janvier 1920 consacre la victoire de la Prohibition. La fabrication, l’achat, la vente et la consommation de boissons alcoolisées à plus d’un degré sont désormais prohibés. La prohibition de l’alcool est portée par des motivations tant éthiques et morales que scientifiques (question de santé publique) et économiques. Le passage de la loi est le fruit d’un travail acharné de propagande et de lobbying de « ligues de tempérance » comme l’Anti Saloon-League . La société américaine se divise alors en deux camps : les « dry » (secs) prohibitionnistes et les « wet » (mouillés) anti-prohibitionnistes. Mais, assez rapidement, se met en place une vaste entreprise de contournement de la règle. La consommation d’alcool mondaine se développe dans les fameux « speakeasies », bars clandestins souvent déguisés derrière des noms de fausses associations. Les « bootleggers », contrebandiers de la prohibition organisent un véritable commerce souterrain de l’alcool. Ces bootleggers sont organisés en mafia et en gangs la plupart du temps italiens ou irlandais. Ils contrôlent non seulement le trafic d’alcool mais ont aussi la mainmise sur le trafic de drogue, la prostitution ou les jeux d’argent dans les grandes villes. Le plus célèbre de ces « bootleggers » demeure Al Capone personnage emblématique du crime organisé dans le Chicago des années 1920 et 1930. Ce gangstérisme est très peu réprimé par les pouvoirs publics qui vont même jusqu’à y prendre part et s’y corrompre. Ce climat de clandestinité explose parfois au grand jour lors de règlements de compte meurtriers comme à Chicago ou Philadelphie en 1928 et 1929.
La prohibition se révèle donc être un échec cuisant : finalement, elle a provoqué une montée de la criminalité et des actes de délinquance, choses qu’elle était pourtant supposée anéantir. Face à ce constat, les démocrates, de retour au pouvoir, font adopter finalement en février 1933 le projet du XXI amendement, qui abroge le XVIIIe, et sera finalement ratifié le 5 décembre 1933. C’est alors la fin de la « noble expérience » (Herbert Hoover), une parenthèse révélatrice d’un paradoxe inhérent aux Roaring Twenties : celui d’une société partagée entre valeurs puritaines et libération des mœurs.

## La fin desRoaring Twenties
La crise de 1929 commence dès le 24 octobre 1929, le « jeudi noir », c’est le début de la plus grande crise financière du XXe siècle aux États-Unis : le Dow Jones, indice des valeurs industrielles de la bourse de New York perd 21 points en une heure seulement. Mais c’est le « mardi noir » (Black Tuesday), le 29 octobre 1929, que l’indice s’effondre de manière encore plus brutale, puisqu'il perd de nouveau 45 points. Du fait de la dynamique économique des années 1920, les américains avaient fait de nombreux placements, et la spéculation foncière s’est largement développée. Se forme ainsi une bulle financière, du fait de l’écart entre la valeur des placements et leur valeur réelle, bulle qui explose ce fameux « mardi noir » et va entrainer une crise bien plus importante, aussi bien au niveau industriel, que social et politique. L’entrée des États-Unis dans ce qui deviendra la « Grande Dépression » du siècle, marque la fin de cette ère nouvelle, de cette parenthèse dorée semée de contradictions. C’est sûrement après la crise que le terme « Roaring Twenties » est inventé, pour désigner de manière nostalgique la période passée, mais les traces des premières utilisations du terme sont difficiles à trouver.

#### Ouvrages généraux
- Jacques Binoche, Histoire des États-Unis, ellipses, 2003.
- Nicolas Bourguinat, Histoire des États-Unis de 1860 à nos jours, Paris, Armand Colin, 2006.
- André Kaspi, Les États-Unis au temps de la prospérité 1919-1929, Hachette, 1994
- Jean-Michel Lacroix, Histoire des États-Unis, Paris, Presses universitaires de France, 1996
- Pierre Melandri, Histoire des États-Unis contemporains, André Versaille éditeur, 2008.
- Yves-Henri Nouailhat, Les États-Unis de 1917 à nos jours, Armand Colin, 2009
- Jacques Portes, Histoire des États-Unis. De 1776 à nos jours, Paris, Armand Colin, 2010.
- Jacques Portes, Les États-Unis de 1900 à nos jours, Paris, Armand Colin, 2002. .
- Jacques Portes, Les États-Unis au XXe siècle, Paris, Armand Colin, 1997.
- Bernard Vincent, Histoire des États-Unis, Flammarion, 2008.

#### Ouvrages et romans contemporains à la période
- Sinclair Lewis, Babbitt, Bantam Classics, 1998 [1922].
- Francis Scott Fitzgerald, Great Gatsby, Scribner, 2004 [1925].
- André Siegfried, Les États-Unis d’aujourd’hui, Armand Collin, 1927.